# Olympische Winterspiele 1992/Teilnehmer (Rumänien)
| Gelbes Symbol für Goldmedaillen mit stilisierten Olympischen Ringen | Graues Symbol für Silbermedaillen mit stilisierten Olympischen Ringen | Braundes Symbol für Bronzemedaillen mit stilisierten Olympischen Ringen |
| ------------------------------------------------------------------- | --------------------------------------------------------------------- | ----------------------------------------------------------------------- |
| —                                                                   | —                                                                     | —                                                                       |

Rumänien nahm an den Olympischen Winterspielen 1992 im französischen Albertville mit einer Delegation von 23 Athleten in acht Disziplinen teil, davon 14 Männer und 9 Frauen. Ein Medaillengewinn gelang keinem der Athleten.
Fahnenträger bei der Eröffnungsfeier war der Bobfahrer Costel Petrariu.

## Teilnehmer nach Sportarten

### Biathlon
Männer
- Nicolae Șerban
10 km Sprint: 81. Platz (31:29,6 min)
20 km Einzel: 71. Platz (1:06:33,3 h)

Frauen
- Mihaela Cârstoi
7,5 km Sprint: 55. Platz (29:10,5 min)
15 km Einzel: 51. Platz (1:00:29,2 h)
3 × 7,5 km Staffel: 10. Platz (1:23:39,6 h)

- Daniela Gârbacea
15 km Einzel: disqualifiziert

- Ileana Ianoșiu-Hangan
7,5 km Sprint: 48. Platz (28:32,1 min)
3 × 7,5 km Staffel: 10. Platz (1:23:39,6 h)

- Monica Jauca
7,5 km Sprint: 63. Platz (31:13,7 min)
15 km Einzel: 48. Platz (59:44,2 min)

- Adina Țuțulan-Șotropa
7,5 km Sprint: 38. Platz (27:57,0 min)
15 km Einzel: 41. Platz (58:58,6 min)
3 × 7,5 km Staffel: 10. Platz (1:23:39,6 h)

### Bob
Männer, Zweier
- Csaba Nagy Lakatos, Laurențiu Budur (ROU-1)
18. Platz (4:06,68 min)

- Paul Neagu, Costel Petrariu (ROU-2)
22. Platz (4:07,84 min)

Männer, Vierer
- Paul Neagu, László Hodos, Laurențiu Budur, Costel Petrariu (ROU-1)
20. Platz (3:57,44 min)

### Eiskunstlauf
Männer
- Marius Negrea
nicht für die Kür qualifiziert

### Eisschnelllauf
Männer
- Zsolt Baló
500 m: 36. Platz (39,70 s)
1000 m: 36. Platz (1:18,12 min)
1500 m: 33. Platz (2:01,33 min)
5000 m: 33. Platz (7:32,89 min)

Frauen
- Mihaela Dascălu
500 m: 21. Platz (41,90 s)
1000 m: 6. Platz (1:22,85 min)
1500 m: 17. Platz (2:09,87 min)
3000 m: 19. Platz (4:38,39 min)
5000 m: 13. Platz (7:54,03 min)

- Cerasela Hordobețiu
500 m: 30. Platz (42,68 s)
1000 m: Rennen nicht beendet
1500 m: 28. Platz (2:14,69 min)
3000 m: 18. Platz (4:38,08 min)
5000 m: 19. Platz (8:07,16 min)

### Rodeln
Männer, Einsitzer
- Ioan Apostol
26. Platz (3:08,783 min)

Männer, Doppelsitzer
- Ioan Apostol & Liviu Cepoi
4. Platz (1:32,649 min)

Frauen
- Corina Terecoasa
22. Platz (3:13,126 min)

### Ski Alpin
Männer
- Emilian Focșeneanu
Abfahrt: 42. Platz (2:08,81 min)
Super-G: Rennen nicht beendet
Riesenslalom: 48. Platz (2:29,00 min)
Slalom: Rennen nicht beendet
Kombination: 35. Platz (249,41)

- Aurel Foiciuc
Abfahrt: 44. Platz (2:09,94 min)
Super-G: 68. Platz (1:24,62 min)
Riesenslalom: 53. Platz (2:30,82 min)
Slalom: 41. Platz (2:04,34 min)
Kombination: im Slalomrennen disqualifiziert

Frauen
- Mihaela Fera
Abfahrt: 28. Platz (2:01,27 min)
Super-G: 38. Platz (1:31,78 min)
Riesenslalom: 28. Platz (2:28,58 min)
Slalom: 29. Platz (1:44,85 min)
Kombination: Slalomrennen nicht beendet

### Skilanglauf
Männer
- Viorel Șotropa
10 km klassisch: 72. Platz (32:57,5 min)
15 km Verfolgung: 54. Platz (45:56,4 min)
30 km klassisch: 35. Platz (1:30:10,5 h)
50 km Freistil: 36. Platz (2:16:03,5 h)

Frauen
- Ileana Ianoșiu-Hangan
30 km Freistil: 50. Platz (1:38:06,7 h)

### Skispringen
- Virgil Neagoe
Normalschanze: 57. Platz (143,8)
Großschanze: 58. Platz (64,1)